# Pseudomythodes rufipes
Pseudomythodes rufipes är en skalbaggsart som beskrevs av Maurice Pic 1922. Pseudomythodes rufipes ingår i släktet Pseudomythodes och familjen långhorningar.
Artens utbredningsområde är Laos. Inga underarter finns listade i Catalogue of Life.